# Девід Оукс
Роуен Девід О́укс (англ. Rowan David Oakes, нар. 14 жовтня 1983), Фордінгбрідж, Гемпшир)  англійський театральний, телевізійний та кіноактор. Найбільш відомий за роль Хуана Борджіа в телесеріалі  Борджіа та серіалу Вікінги: Вальгалла в ролі ерла Ґодвіна

## Раннє життя та освіта
Оукс народився у Фордінгбріджі Гемпшир, Англія, у сім'ї каноніка Церкви Англії та професійної музикантки.
Оукс навчався в Школі Єпископа Вордсворта (англ. Bishop Wordsworth's School) у Солсбері, Вілтшир, де грав у молодіжному театрі Солсбері Плейхаус (англ. Salisbury Playhouse). Він з відзнакою закінчив Манчестерський університет, отримавши ступінь по Англійська література англійській літературі. З 2005 року по 2007 рік він відвідував Театральну Школу Олд Вік у Брістолі..

## Особисте життя
З 2018 року полягає у відносинах з британською актрисою Наталі Дормер. У квітні 2021 року стало відомо, що в січні того ж року у пари народилася донька..
Оукс грає на кларнете та бас-кларнете і має сильний бас. Фанат народної музики. За словами його друга, має велику колекцію каное. Також захоплюється кресленням і замальовками..

## Фільмографія

### Кіно
| Рік  | Назва українською      | Назва англійською          | Роль            | Примітки |
| 2012 | Грай до смерті         | Truth or Die               | Джастін         |          |
| 2012 |                        | 100Dniowk@                 | Девід Поттер    |          |
| 2013 | Кохання з дизайну      | Love By Design             |                 |          |
| 2013 | Goblin?                | Гаррі                      | Короткометражка |          |
| 2013 | З ким я тепер гратиму? | Who Shall I Play With Now? | Грегорі         |          |
| 2014 | Гріхи батька           | Sins of a Father           | Мартін          |          |
| 2017 | Атлантида              | Cold Skin                  |                 |          |

### Телебачення
| Рік     | Назва російською                                           | Назва англійською                      | Роль                                    | Примітки                              |
| 2008    | Розкопки                                                   | Bonekickers                            | Альфред Теннісон                        | Епізод «Follow the Gleam»             |
| 2008    | Війна Волтера                                              | Walter's War                           | Освальд Хеннессі                        | ТБ фільм                              |
| 2009    | Генріх VIII: Розум тирана Henry VIII: The Mind of a Tyrant | Джордж Кавендіш                        | Епізод «Lover»                          |                                       |
| 2009    | Трійця                                                     | Trinity                                | Рос Бонем                               | 3 епізоди                             |
| 2010    | Стовпи Землі                                               | The Pillars of the Earth               | лорд Вільям Хамлей                      | Головна роль; 8 епізодів              |
| 2011-12 | Борджіа                                                    | The Borgias                            | Хуан Борджіа                            | Головна роль; 16 епізодів             |
| 2012    | Світ без кінця                                             | World Without End                      | єпископ Генріх                          | Епізод "Rook"                         |
| 2013    | Вулиця потрошителя                                         | Ripper Street                          | Виктор Сильвер                          | Епізод "What Use Our Work?"           |
| 2013    | Біла королева                                              | The White Queen                        | Джордж, герцог Кларенс                  | Головна роль; 7 епізодів              |
| 2014    | Кім Філбі: Його особиста зрада                             | Kim Philby: His Most Intimate Betrayal | Кім Філбі                               | документальний міні-серіал; 2 епізоди |
| 2016    | Індевор                                                    | Endeavour                              | Джос Біксбі                             | Епізод "Ride"                         |
| 2016    | Живі та мертві                                             | The Living and the Dead                | 3 епізоди                               |                                       |
| 2016-17 | Вікторія                                                   | Victoria                               | Ернст II, герцог Саксен-Кобург-Готський | Головна роль; 13 епізодів             |
| 2022-23 | Вікінги: Вальгалла                                         | Vikings: Valhalla                      | ерл Ґодвін                              | Головна роль; 14 епізодів             |

## Театр
| Рік  | Назва                                     | Роль                              | Театр                                                                     | Режисер           |
| 2006 | Багато галасу з нічого                    | Клавдіо та Вергес                 | Королівська шекспірівська компанія та Театральна Школа Олд Вік у Брістолі | Джон Харток       |
| 2007 | Марні зусилля кохання                     | Глобус та міжнародний тур         | Домінік Дромгул                                                           |                   |
| 2007 | Ми - люди                                 | Чарльз Пінкні і Ґаннінґ Бедфорд   | Глобус                                                                    | Шарлотта Вестенра |
| 2008 | Нові голоси Олд Вік: 24 години спектаклів | Давид                             | Олд Вік                                                                   |                   |
| 2008 | Кінець подорожі                           | Мерк'юрі, Колчестер               | Тоні Кейсмент                                                             |                   |
| 2008 | Марія Стюарт                              | Треверс, Едінбург                 | Аїда Карік                                                                |                   |
| 2009 | Всі дрібниці зникнуть                     | Х'ю                               | Альмейда, Лондон                                                          | Саймон Гудвін     |
| 2011 | Три особи                                 | Самсон Слешер та Джон Бегшоу      | Орандж Три, Лондон                                                        | Генрі Белл        |
| 2013 | Гордість і упередження                    | Дарсі                             | Театр на вулиці, Ріджентс-парк, Лондон                                    | Дебора Брюс       |
| 2014 | Закоханий Шекспір                         | Крістофер Марлоу                  | Ноель Коуард, Вест-Енд, Лондон                                            | Деклан Доннеллан  |
| 2017 | Венера у хутрі                            | Ройал Хеймаркет, Вест-Енд, Лондон | Патрік Марбер                                                             |                   |